# Laura Lion
Laura Lion (Litomerice; 24 de marzo de 1983) es una actriz pornográfica checa.
Su debut fue en películas porno europeas en 2002. Entre sus películas más destacadas están la serie de videos de larga duración del género big boobs: Natural Wonders of the World, cuatro películas para el estudio Private, y un par de películas con Rocco Siffredi. Ha llegado a ser también una estrella porno regular en el género big boobs estadounidense.
Laura ha aparecido en numerosos sitios pornográficos. Entre sus primeros trabajos figuran varios videos con Boob Butler y BangBros. Desde entonces, ha establecido su presencia regular en cada vez mayor número de sitios del género porno big boobs.
En sus inicios realizó varias películas porno alemanas, entre ellas, Miss Donnerbusen 2, la cual podría ser su primera escena anal. Desde entonces, ella ha hecho innumerables escenas anales, orales, lluvia dorada e incluso escenas de doble penetración.